# Rick Husband
Richard Douglas Husband (12 iulie 1957 – 1 februarie 2003) a fost un colonel în United States Navy și astronaut NASA. A zburat pentru prima dată în naveta spațială Discovery în 1999 ca pilot. El a fost comandantul misiunii STS-107 a navetei spațiale Columbia, fiind ucis, împreună cu ceilalți șase membri ai echipajului, atunci când naveta s-a dezintegrat la reintrarea în atmosfera terestră.